# 오버아어 호수
오버아어 호수(Oberaarsee)는 스위스 구탄넨시의 일부인 그림젤 고개 지역에 있는 수력 발전 저수지이다. 표면적은 1.47k㎡이다. 오버아어댐은 1953년에 완공되었으며, 오버하슬리 발전소(Kraftwerke Oberhasli)에서 운영하고 있다. 이 호수는 그림젤 호수로 흐르는 오버아어바흐로 배수된다.
오버아어 빙하는 호수 서쪽에 있다.